# Пощенски колет
Пощенски колет е пощенска пратка с определени размери и тегло, обикновено съдържаща стоки със или без търговска стойност. Пощенските колети са вътрешни (от/за страната) и международни (произхождащи от или с местоназначение друга държава), които се изпращат по земен или по въздушен път. Пощенските колети са по-тежки и обемни от писмата и обикновено са доставяни по-бавно.